# آرمن خاچاتریان
آرمن آواگی خاچاتریان (ارمنی: Արմեն Ավագի Խաչատրյան؛ زاده ۱۳ اوت ۱۹۵۷ - درگذشته ۳ ژوئن ۲۰۲۰) یک سیاستمدار و دیپلمات اهل ارمنستان بود. وی نماینده دوره دوم مجلس ملی جمهوری ارمنستان بوده‌است.  خاچاتریان از تاریخ ۲ نوامبر ۱۹۹۹ تا تاریخ ۱۲ ژوئن ۲۰۰۳ ریاست مجلس ملی جمهوری ارمنستان را برعهده داشت. بین سال‌های ۲۰۰۳ تا ۲۰۱۰ سفیر ارمنستان در اوکراین بود و بین سال‌های ۲۰۱۰ تا ۲۰۱۷ سفیر این کشور در بلاروس بود.

## زندگی‌نامه
وی ۱۳ اوت ۱۹۵۷ در ایروان به دنیا آمد و از دانشگاه دولتی علوم پرورشی خاچاطور آبوویان ارمنستان فارغ‌التحصیل گشت. وی در ۳ ژوئن ۲۰۲۰ در ۶۲ سن سالگی در ایروان درگشت.